# The World’s Most Powerful People
The World’s Most Powerful People ist eine von 2009 bis 2018 von der Zeitschrift Forbes mit Ausnahme des Jahres 2017 jährlich erstellte Liste der mächtigsten Menschen der Welt. Die Zahl der Personen auf der Liste korreliert unmittelbar mit der Weltbevölkerung. Es gilt: Ein Platz pro 100 Millionen Menschen. So gab es 2009 67 Listenplätze, 2010 waren es 68, 2011 dann 70, 2016 bereits 74 und 2018 schließlich 75.

## Platzvergabe
Die Plätze werden unter anderem nach folgenden, gleichberechtigten Kriterien vergeben:
- das Ausmaß der Macht über Humankapital sowie finanzielles Kapital
- die Höhe des Einflusses auf weltpolitische Ereignisse

## Blickpunkt: deutschsprachiger Raum und Europa
Angela Merkel ist seit Einführung der Liste ununterbrochen die mächtigste Frau der Welt. Für den deutschsprachigen Raum ist sie (2. Platz 2012 und 2015, derzeit 4. Platz) die mächtigste Person seit Einführung der Liste, gefolgt von Papst Benedikt XVI. (5. Platz 2012). Auf der Liste von 2015 befanden sich der Deutsche Martin Winterkorn als Vorstandsvorsitzender von Volkswagen auf Platz 58 sowie der damalige Schweizer FIFA-Boss Joseph Blatter auf Platz 70. Der Deutsche Klaus Schwab, ständiger Präsident des Weltwirtschaftsforums in Genf, war erst- und letztmals 2009 aufgeführt.
Frankreich hat 2018 drei Personen in der Liste: den Präsidenten Emmanuel Macron, die damalige IWF-Chefin Christine Lagarde und den Unternehmer und Milliardär Bernard Arnault. Anzumerken ist, dass Emmanuel Macron im Ranking deutlich weiter vorne liegt als zwei Jahre zuvor sein Vorgänger François Hollande.
Darüber hinaus waren auch die britische Premierministerin Theresa May und der damalige EZB-Chef Mario Draghi gelistet.

## 2018
Die aktuelle Liste nennt die 75 mächtigsten Menschen aus der Weltbevölkerung von 7,5 Milliarden Menschen, darunter fünf Frauen (~ 6,7 %).
| Rang | Veränderung zum Vorjahr | Staats- angehörigkeit        | Person                      | Amt oder Position | Alter |
| ---- | ----------------------- | ---------------------------- | --------------------------- | --- | ----- |
| 1    | ▲                       | China Volksrepublik          | Xi Jinping                  | Generalsekretär der Kommunistischen Partei Chinas, Staatspräsident der Volksrepublik China, Vorsitzender der zentralen Militärkommission Chinas | 65    |
| 2    | ▼                       | Russland                     | Wladimir Putin              | Präsident Russlands | 65    |
| 3    | ▼                       | Vereinigte Staaten           | Donald Trump                | Präsident der Vereinigten Staaten | 72    |
| 4    | ▼                       | ()                           | Angela Merkel               | deutsche Bundeskanzlerin | 63    |
| 5    | ▲                       | Vereinigte Staaten           | Jeff Bezos                  | CEO von Amazon | 54    |
| 6    | ▼                       | /                            | Franziskus                  | 266. Papst der römisch-katholischen Kirche | 81    |
| 7    | ▬                       | Vereinigte Staaten           | Bill Gates                  | Co-Vorstand der Bill & Melinda Gates Foundation, Gründer von Microsoft                                                                          | 62    |
| 8    | erstmals gelistet       | Saudi-Arabien                | Mohammed bin Salman         | Kronprinz, Verteidigungsminister und stellvertretender Premierminister Saudi-Arabiens                                                           | 32    |
| 9    | ▬                       | Indien                       | Narendra Modi               | indischer Ministerpräsident | 67    |
| 10   | ▼                       | Vereinigte Staaten           | Larry Page                  | Mitbegründer von Google, CEO von Alphabet Inc.                                                                                                  | 43    |
| 11   | erstmals gelistet       | Vereinigte Staaten           | Jerome Powell               | Präsident der US-Notenbank (FED) | 65    |
| 12   | erstmals gelistet       | ()                           | Emmanuel Macron             | französischer Staatspräsident und Kofürst von Andorra                                                                                           | 40    |
| 13   | ▼                       | Vereinigte Staaten           | Mark Zuckerberg             | CEO und Mitbegründer von Facebook | 34    |
| 14   | ▼                       | ()                           | Theresa May                 | britische Premierministerin | 61    |
| 15   | ▼                       | China Volksrepublik          | Li Keqiang                  | chinesischer Ministerpräsident | 62    |
| 16   | ▼                       | Vereinigte Staaten           | Warren Buffett              | CEO von Berkshire Hathaway | 87    |
| 17   | ▲                       | Iran                         | Ali Chamene’i               | Großajatollah, politischer und geistlicher Führer des Iran                                                                                      | 78    |
| 18   | ▼                       | ()                           | Mario Draghi                | Präsident der Europäischen Zentralbank (EZB) | 70    |
| 19   | ▬                       | Vereinigte Staaten           | Jamie Dimon                 | CEO von JPMorgan Chase & Co. | 62    |
| 20   | ▼                       | Mexiko                       | Carlos Slim Helú            | Multimilliardär, Vorsitzender von Telmex, (Ehren-)Vorsitz von América Móvil                                                                     | 78    |
| 21   | ▲                       | China Volksrepublik          | Jack Ma                     | CEO der Alibaba Group | 53    |
| 22   | ▲                       | ()                           | Christine Lagarde           | Direktorin des Internationalen Währungsfonds (IWF)                                                                                              | 62    |
| 23   | ▲                       | Vereinigte Staaten           | Doug McMillon               | CEO von Walmart | 51    |
| 24   | ▲                       | Vereinigte Staaten           | Tim Cook                    | CEO von Apple | 57    |
| 25   | ▼                       | Vereinigte Staaten           | Elon Musk                   | Gründer und CEO von SpaceX, Mitbegründer und CEO von Tesla Motors; reichster Mensch der Welt                                                    | 47    |
| 26   | ▼                       | Israel                       | Benjamin Netanyahu          | Israels amtierender Ministerpräsident | 68    |
| 27   | ▲                       | China Volksrepublik          | Ma Huateng                  | Vorsitzender und CEO von Tencent Holdings | 46    |
| 28   | ▲                       | Vereinigte Staaten           | Larry Fink                  | Mitbegründer und CEO von BlackRock | 65    |
| 29   | ▬                       | Japan                        | Akio Toyoda                 | CEO von Toyota | 60    |
| 30   | erstmals gelistet       | Vereinigte Staaten           | John L. Flannery            | CEO von General Electric | 56    |
| 31   | ▲                       | ()                           | António Guterres            | Generalsekretär der Vereinten Nationen seit dem 1. Januar 2017                                                                                  | 69    |
| 32   | ▲                       | Indien                       | Mukesh Ambani               | Gründer und Vorsitzender von Reliance Industries                                                                                                | 61    |
| 33   | erstmals gelistet       | ()                           | Jean-Claude Juncker         | Präsident der Europäischen Kommission | 63    |
| 34   | erstmals gelistet       | Vereinigte Staaten           | Darren Woods                | CEO von ExxonMobil | 53    |
| 35   | ▼                       | Vereinigte Staaten           | Sergey Brin                 | Mitbegründer von Google, Präsident von Alphabet Inc.                                                                                            | 44    |
| 36   | ▲                       | Korea Nord                   | Kim Jong-un                 | „Oberster Führer“ Nordkoreas | 35    |
| 37   | ▼                       | Vereinigte Staaten           | Charles Koch                | CEO von Koch Industries | 82    |
| 38   | ▼                       | Japan                        | Shinzō Abe                  | Premierminister von Japan seit dem 26. Dezember 2012                                                                                            | 63    |
| 39   | ▼                       | Vereinigte Staaten           | Rupert Murdoch & Familie    | Chairman der News Corp. | 86    |
| 40   | ▲                       | Vereinigte Staaten           | Satya Nadella               | CEO von Microsoft | 51    |
| 41   | ▲                       | Vereinigte Staaten           | Jim Yong Kim                | Präsident der Weltbank | 58    |
| 42   | ▲                       | Vereinigte Staaten           | Stephen Schwarzman          | Mitgründer, Chairman und CEO der Blackstone Group                                                                                               | 71    |
| 43   | ▼                       | Vereinigte Arabische Emirate | Chalifa bin Zayid Al Nahyan | Präsident der Vereinigten Arabischen Emirate | 70    |
| 44   | ▲                       | Japan                        | Haruhiko Kuroda             | Präsident der Japanischen Zentralbank | 73    |
| 45   | ▼                       | Agypten                      | Abdel el-Sisi               | Präsident von Ägypten | 63    |
| 46   | ▼                       | Hongkong                     | Li Ka-shing                 | Chairman von CK Hutchison Holding und CK Assets Holding                                                                                         | 90    |
| 47   | ▼                       | Vereinigte Staaten           | Lloyd C. Blankfein          | CEO von Goldman Sachs Group | 62    |
| 48   | ▲                       | Turkei                       | Recep Tayyip Erdoğan        | Präsident der Republik Türkei | 63    |
| 49   | ▲                       | Vereinigte Staaten           | Bob Iger                    | Chairman und CEO von Disney | 67    |
| 50   | erstmals gelistet       | Brasilien                    | Michel Temer                | Präsident Brasiliens | 77    |
| 51   | ▲                       | Vereinigte Staaten           | Michael Bloomberg           | CEO von Bloomberg | 76    |
| 52   | ▲                       | China Volksrepublik          | Wang Jianlin                | Vorsitzender der Dalian Wanda Group | 63    |
| 53   | ▲                       | Vereinigte Staaten           | Mary Barra                  | Chairman und CEO von General Motors | 56    |
| 54   | erstmals gelistet       | Korea Sud                    | Moon Jae-in                 | Staatspräsident von Südkorea | 65    |
| 55   | ▼                       | Japan                        | Masayoshi Son               | CEO der Softbank Group Corp. | 60    |
| 56   | erstmals gelistet       | ()                           | Bernard Arnault             | Multimilliardär, Präsident von Moët Hennessy Louis Vuitton                                                                                      | 64    |
| 57   | ▲                       | Kanada                       | Justin Trudeau              | Kanadischer Premierminister | 46    |
| 58   | ▲                       | China Volksrepublik          | Robin Li                    | Gründer und CEO von Baidu | 49    |
| 59   | ▼                       | Vereinigte Staaten           | Michael Dell                | Gründer, Chairman und CEO von Dell Technologies                                                                                                 | 53    |
| 60   | erstmals gelistet       | China Volksrepublik          | Hui Ka Yan                  | CEO der Evergrande Real Estate | 59    |
| 61   | erstmals gelistet       | Singapur                     | Lee Hsien Loong             | Premierminister von Singapur | 66    |
| 62   | ▲                       | Syrien                       | Baschar al-Assad            | Präsident von Syrien | 52    |
| 63   | ▼                       | Vereinigte Staaten           | John Roberts                | Oberster Richter der Vereinigten Staaten | 63    |
| 64   | ▼                       | Mexiko                       | Enrique Peña Nieto          | Präsident von Mexiko | 51    |
| 65   | erstmals gelistet       | Vereinigte Staaten           | Kenneth C. Griffin          | CEO von Citadel Investment Group | 60    |
| 66   | ▲                       | Nigeria                      | Aliko Dangote               | Präsident und CEO der Dangote Group | 61    |
| 67   | ▲                       | Vereinigte Staaten           | Mike Pence                  | Vizepräsident der Vereinigten Staaten | 58    |
| 68   | erstmals gelistet       | Pakistan                     | Qamar Javed Bajwa           | de facto Oberbefehlshaber der Streitkräfte Pakistans                                                                                            | 57    |
| 69   | ▲                       | Philippinen                  | Rodrigo Duterte             | Präsident der Philippinen | 73    |
| 70   | erstmals gelistet       | Vereinigte Staaten           | Abigail Johnson             | CEO von Fidelity Investments | 56    |
| 71   | erstmals gelistet       | Vereinigte Staaten           | Reed Hastings               | Gründer und CEO von Netflix | 57    |
| 72   | erstmals gelistet       | Vereinigte Staaten           | Robert Mueller              | Regierungsbeamter und Sonderermittler | 73    |
| 73   | ▼                       | Irak                         | Abu Bakr al-Baghdadi        | Selbsternannter Kalif des Islamischen Staates                                                                                                   | 46    |
| 74   | erstmals gelistet       | Indonesien                   | Joko Widodo                 | Staatspräsident Indonesiens | 57    |
| 75   | erstmals gelistet       | Schweiz                      | Gianni Infantino            | FIFA-Präsident | 48    |

## Frühere Listen (2009–2016)

### 2016
Die Liste 2016 nennt die damals 74 mächtigsten Menschen aus der Weltbevölkerung von 7,4 Milliarden Menschen, darunter neun Frauen (~ 8,1 %).
| Rang | Veränderung zum Vorjahr | Staats- angehörigkeit        | Person                      | Amt oder Position | Alter |
| ---- | ----------------------- | ---------------------------- | --------------------------- | --- | ----- |
| 1    | ▬                       | Russland                     | Wladimir Putin              | Präsident Russlands | 64    |
| 2    | ▲                       | Vereinigte Staaten           | Donald Trump                | Präsident der Vereinigten Staaten | 70    |
| 3    | ▼                       | ()                           | Angela Merkel               | deutsche Bundeskanzlerin | 62    |
| 4    | ▲                       | China Volksrepublik          | Xi Jinping                  | Generalsekretär der Kommunistischen Partei Chinas, Staatspräsident der Volksrepublik China, Vorsitzender der zentralen Militärkommission Chinas | 63    |
| 5    | ▼                       | /                            | Franziskus                  | 266. Papst der römisch-katholischen Kirche | 79    |
| 6    | ▲                       | Vereinigte Staaten           | Janet Yellen                | Präsidentin der US-Notenbank (FED) | 70    |
| 7    | ▼                       | Vereinigte Staaten           | Bill Gates                  | Co-Vorstand der Bill & Melinda Gates Foundation; Gründer von Microsoft                                                                          | 61    |
| 8    | ▲                       | Vereinigte Staaten           | Larry Page                  | Mitbegründer von Google, CEO von Alphabet Inc.                                                                                                  | 43    |
| 9    | ▬                       | Indien                       | Narendra Modi               | indischer Ministerpräsident | 66    |
| 10   | ▲                       | Vereinigte Staaten           | Mark Zuckerberg             | CEO und Mitbegründer von Facebook | 32    |
| 11   | ▬                       | ()                           | Mario Draghi                | Präsident der Europäischen Zentralbank (EZB) | 69    |
| 12   | ▬                       | China Volksrepublik          | Li Keqiang                  | chinesischer Ministerpräsident | 61    |
| 13   | erstmals gelistet       | ()                           | Theresa May                 | britische Premierministerin | 51    |
| 14   | ▲                       | Vereinigte Staaten           | Jeff Bezos                  | CEO von Amazon | 52    |
| 15   | ▼                       | Vereinigte Staaten           | Warren Buffett              | CEO von Berkshire Hathaway | 86    |
| 16   | ▼                       | Saudi-Arabien                | Salman ibn Abd al-Aziz      | 7. König und Regierungspräsident Saudi-Arabiens                                                                                                 | 80    |
| 17   | ▼                       | Mexiko                       | Carlos Slim Helú            | Multimilliardär, Vorsitzender von Telmex, (Ehren-)Vorsitz von América Móvil                                                                     | 76    |
| 18   | ▬                       | Iran                         | Ali Chamene’i               | Großajatollah, politischer und geistlicher Führer des Iran                                                                                      | 77    |
| 19   | ▲                       | Vereinigte Staaten           | Jamie Dimon                 | CEO von JPMorgan Chase & Co. | 60    |
| 20   | ▲                       | Israel                       | Benjamin Netanyahu          | Israels amtierender Ministerpräsident | 67    |
| 21   | ▲                       | Vereinigte Staaten           | Elon Musk                   | Gründer und CEO von SpaceX, Mitbegründer und CEO von Tesla Motors                                                                               | 45    |
| 22   | ▲                       | Vereinigte Staaten           | Jeffrey Immelt              | CEO von General Electric | 60    |
| 23   | ▼                       | ()                           | François Hollande           | französischer Staatspräsident und Kofürst von Andorra                                                                                           | 62    |
| 24   | ▲                       | Vereinigte Staaten           | Rex Tillerson               | CEO von ExxonMobil und designierter US-Außenminister                                                                                            | 64    |
| 25   | ▼                       | ()                           | Christine Lagarde           | Direktorin des Internationalen Währungsfonds (IWF)                                                                                              | 60    |
| 26   | ▬                       | Vereinigte Staaten           | Lloyd C. Blankfein          | CEO von Goldman Sachs Group | 62    |
| 27   | ▲                       | Vereinigte Staaten           | Doug McMillon               | CEO von Walmart | 50    |
| 28   | ▼                       | China Volksrepublik          | Jack Ma                     | CEO der Alibaba Group | 52    |
| 29   | ▼                       | Japan                        | Akio Toyoda                 | CEO von Toyota | 60    |
| 30   | ▬                       | Vereinigte Staaten           | Sergey Brin                 | Mitbegründer von Google, Präsident von Alphabet Inc.                                                                                            | 43    |
| 31   |                         | Vereinigte Staaten           | Charles G. Koch             | CEO von Koch Industries | 82    |
| 32   |                         | Vereinigte Staaten           | Tim Cook                    | CEO von Apple | 57    |
| 33   |                         | Hongkong                     | Li Ka-shing                 | Chairman von CK Hutchison Holding und CK Assets Holding                                                                                         | 89    |
| 34   |                         | Vereinigte Staaten           | Larry Fink                  | Mitbegründer und CEO von BlackRock | 65    |
| 35   |                         | Vereinigte Staaten           | Rupert Murdoch & Familie    | Chairman der News Corp. | 86    |
| 36   |                         | ()                           | António Guterres            | Generalsekretär der Vereinten Nationen seit dem 1. Januar 2017                                                                                  | 68    |
| 37   |                         | Japan                        | Shinzō Abe                  | Premierminister von Japan seit dem 26. Dezember 2012                                                                                            | 63    |
| 38   |                         | Indien                       | Mukesh Ambani               | Gründer und Vorsitzender von Reliance Industries                                                                                                | 60    |
| 39   |                         | Vereinigte Arabische Emirate | Chalifa bin Zayid Al Nahyan | Präsident der Vereinigten Arabischen Emirate | 70    |
| 40   |                         | Korea Sud                    | Jay Y. Lee                  | Stellvertretender Aufsichtsratsvorsitzender von Samsung Electronics                                                                             | 49    |
| 41   |                         | China Volksrepublik          | Ding Xuedong                | Vorsitzender und CEO der China Investment Corporation                                                                                           | 58    |
| 42   |                         | Vereinigte Staaten           | Jim Yong Kim                | Präsident der Weltbank | 58    |
| 43   |                         | Korea Nord                   | Kim Jong-un                 | „Oberster Führer“ Nordkoreas | 35    |
| 44   |                         | Agypten                      | Abdel el-Sisi               | Präsident von Ägypten | 63    |
| 45   |                         | China Volksrepublik          | Ma Huateng                  | Vorsitzender und CEO von Tencent Holdings | 46    |
| 46   |                         | Vereinigte Staaten           | Michael Dell                | Gründer, Chairman und CEO von Dell Technologies                                                                                                 | 52    |
| 47   |                         | Japan                        | Haruhiko Kuroda             | Präsident der Japanischen Zentralbank | 73    |
| 48   |                         | Vereinigte Staaten           | Barack Obama                | Präsident der Vereinigten Staaten bis zum 20. Januar 2017                                                                                       | 56    |
| 49   |                         | Saudi-Arabien                | Khalid Al-Falih             | Saudi-arabischer Minister für Erdöl | 58    |
| 50   |                         | Vereinigte Staaten           | John Roberts                | Oberster Richter der Vereinigten Staaten | 63    |
| 51   |                         | Vereinigte Staaten           | Satya Nadella               | CEO von Microsoft | 51    |
| 52   |                         | Vereinigte Staaten           | Stephen Schwarzman          | Mitgründer, Chairman und CEO der Blackstone Group                                                                                               | 71    |
| 53   |                         | Japan                        | Masayoshi Son               | CEO der Softbank Group Corp. | 60    |
| 54   |                         | Mexiko                       | Enrique Peña Nieto          | Präsident von Mexiko | 51    |
| 55   |                         | Vereinigte Staaten           | Michael Bloomberg           | CEO von Bloomberg | 76    |
| 56   |                         | Turkei                       | Recep Tayyip Erdoğan        | Präsident der Republik Türkei | 63    |
| 57   |                         | Irak                         | Abu Bakr al-Baghdadi        | Selbsternannter Kalif des Islamischen Staates                                                                                                   | 47    |
| 58   |                         | Russland                     | Alischer Usmanow            | Gründer und Mitbesitzer von Metalloinwest | 64    |
| 59   |                         | China Volksrepublik          | Wang Jianlin                | Vorsitzender der Dalian Wanda Group | 63    |
| 60   |                         | China Volksrepublik          | Robin Li                    | Gründer und CEO von Baidu | 49    |
| 61   |                         | Vereinigte Staaten           | Ginni Rometty               | CEO von IBM | 60    |
| 62   |                         | Vereinigte Staaten           | Mary Barra                  | Chairman und CEO von General Motors | 56    |
| 63   |                         | Syrien                       | Baschar al-Assad            | Präsident von Syrien | 52    |
| 64   |                         | Vereinigte Staaten           | Travis Kalanick             | Mitgründer und ehemaliger CEO von Uber Technologies                                                                                             | 41    |
| 65   |                         | Vereinigte Staaten           | Carl Icahn                  | Gründer von Icahn Capital Management | 81    |
| 66   |                         | Kanada                       | Justin Trudeau              | Kanadischer Premierminister | 46    |
| 67   |                         | Vereinigte Staaten           | Bob Iger                    | Chairman und CEO von Disney | 67    |
| 68   |                         | Nigeria                      | Aliko Dangote               | Präsident und CEO der Dangote Group | 60    |
| 69   |                         | Vereinigte Staaten           | Mike Pence                  | Vizepräsident der Vereinigten Staaten | 58    |
| 70   |                         | Philippinen                  | Rodrigo Duterte             | Präsident der Philippinen | 72    |
| 71   |                         | Agypten                      | Aiman az-Zawahiri           | Anführer von al-Qaida | 66    |
| 72   |                         | Vereinigte Staaten           | Sheldon Adelson             | Chairman, CEO und Besitzer von Las Vegas Sands                                                                                                  | 84    |
| 73   |                         | Vereinigte Staaten           | Peter Thiel                 | Partner von Founders Fund | 50    |
| 74   |                         | Vereinigte Staaten           | Chuck Schumer               | Senate Minority Leader | 67    |

### 2015
Die Liste 2015 nennt die damals 74 mächtigsten Menschen aus der Weltbevölkerung von 7,4 Milliarden Menschen, darunter neun Frauen (~ 12,2 %).
| Rang | Veränderung zum Vorjahr | Staats- angehörigkeit | Person                 | Amt oder Position | Alter |
| ---- | ----------------------- | --------------------- | ---------------------- | --- | ----- |
| 1    | ▬                       | Russland              | Wladimir Putin         | Präsident Russlands | 63    |
| 2    | ▲                       | ()                    | Angela Merkel          | deutsche Bundeskanzlerin | 61    |
| 3    | ▼                       | Vereinigte Staaten    | Barack Obama           | US-Präsident | 54    |
| 4    | ▬                       | /                     | Franziskus             | 266. Papst der römisch-katholischen Kirche | 79    |
| 5    | ▼                       | China Volksrepublik   | Xi Jinping             | Generalsekretär der Kommunistischen Partei Chinas, Staatspräsident der Volksrepublik China, Vorsitzender der zentralen Militärkommission Chinas | 62    |
| 6    | ▲                       | Vereinigte Staaten    | Bill Gates             | Co-Vorstand der Bill & Melinda Gates Foundation; Gründer von Microsoft                                                                          | 60    |
| 7    | ▼                       | Vereinigte Staaten    | Janet Yellen           | Präsidentin der US-Notenbank (FED) | 70    |
| 8    | ▲                       | ()                    | David Cameron          | damaliger britischer Premierminister | 49    |
| 9    | ▲                       | Indien                | Narendra Modi          | indischer Ministerpräsident | 65    |
| 10   | ▼                       | Vereinigte Staaten    | Larry Page             | Mitbegründer von Google | 42    |
| 11   | ▼                       | ()                    | Mario Draghi           | Präsident der Europäischen Zentralbank (EZB) | 68    |
| 12   | ▲                       | China Volksrepublik   | Li Keqiang             | chinesischer Ministerpräsident | 60    |
| 13   | ▼                       | Vereinigte Staaten    | Warren Buffett         | CEO von Berkshire Hathaway | 85    |
| 14   | erstmals gelistet       | Saudi-Arabien         | Salman ibn Abd al-Aziz | 7. König und Regierungspräsident Saudi-Arabiens                                                                                                 | 80    |
| 15   | ▼                       | Mexiko                | Carlos Slim Helú       | Multimilliardär, Vorsitzender von Telmex, (Ehren-)Vorsitz von América Móvil                                                                     | 75    |
| 16   | ▲                       | ()                    | François Hollande      | französischer Staatspräsident und Kofürst von Andorra                                                                                           | 61    |
| 17   | ▼                       | Vereinigte Staaten    | Jeff Bezos             | CEO von Amazon | 51    |
| 18   | ▲                       | Iran                  | Ali Chamene’i          | Großajatollah, politischer und geistlicher Führer des Iran                                                                                      | 76    |
| 19   | ▲                       | Vereinigte Staaten    | Mark Zuckerberg        | CEO und Mitbegründer von Facebook | 31    |
| 20   | ▼                       | Vereinigte Staaten    | Jamie Dimon            | CEO von JPMorgan Chase & Co. | 59    |

### 2014
2014 bestand die Liste – wie auch 2013 – aus insgesamt 72 Personen (abgeleitet von der damaligen Weltbevölkerung von 7,2 Milliarden Menschen), darunter neun Frauen (~12,5 %).
| Rang | Veränderung zum Vorjahr | Staats- angehörigkeit        | Person                      | Amt oder Position | Alter |
| ---- | ----------------------- | ---------------------------- | --------------------------- | --- | ----- |
| 1    | ▬                       | Russland                     | Wladimir Putin              | russischer Staatspräsident | 62    |
| 2    | ▬                       | Vereinigte Staaten           | Barack Obama                | US-Präsident | 53    |
| 3    | ▬                       | China Volksrepublik          | Xi Jinping                  | Generalsekretär der Kommunistischen Partei Chinas, Staatspräsident der Volksrepublik China, stellv. Vorsitzender der zentralen Militärkommission Chinas | 61    |
| 4    | ▬                       | /                            | Franziskus                  | 266. Papst der römisch-katholischen Kirche | 78    |
| 5    | ▬                       | ()                           | Angela Merkel               | deutsche Bundeskanzlerin | 60    |
| 6    | ▲                       | Vereinigte Staaten           | Janet Yellen                | Präsidentin der US-Notenbank (FED) | 68    |
| 7    | ▼                       | Vereinigte Staaten           | Bill Gates                  | Co-Vorstand der Bill & Melinda Gates Foundation; Gründer und Chairman of the Board von Microsoft                                                        | 59    |
| 8    | ▲                       | ()                           | Mario Draghi                | Präsident der Europäischen Zentralbank (EZB) | 67    |
| 9    | ▲                       | Vereinigte Staaten           | Sergey Brin                 | Mitbegründer von Google, Vorstand für Spezielle Projekte                                                                                                | 41    |
| 9    | ▲                       | Vereinigte Staaten           | Larry Page                  | Mitbegründer von Google | 41    |
| 10   | ▲                       | ()                           | David Cameron               | britischer Premierminister | 48    |
| 11   | ▼                       | Saudi-Arabien                | Abdullah ibn Abd al-Aziz    | 6. König und Regierungspräsident Saudi-Arabiens | 90    |
| 12   | ▲                       | Vereinigte Staaten           | Warren Buffett              | CEO von Berkshire Hathaway | 84    |
| 13   | ▲                       | China Volksrepublik          | Li Keqiang                  | chinesischer Ministerpräsident | 59    |
| 14   | ▼                       | Mexiko                       | Carlos Slim Helú            | Multimilliardär, Vorsitzender von Telmex, (Ehren-)Vorsitz von América Móvil                                                                             | 74    |
| 15   | erstmals gelistet       | Indien                       | Narendra Modi               | indischer Ministerpräsident | 64    |
| 16   | ▼                       | Vereinigte Staaten           | Jeff Bezos                  | CEO von Amazon | 50    |
| 17   | ▲                       | ()                           | François Hollande           | französischer Staatspräsident und Kofürst von Andorra                                                                                                   | 60    |
| 18   | ▲                       | Vereinigte Staaten           | Jamie Dimon                 | CEO von JPMorgan Chase & Co. | 58    |
| 19   | ▲                       | Iran                         | Ali Chamene’i               | Großajatollah, politischer und geistlicher Führer des Iran                                                                                              | 75    |
| 20   | ▼                       | Vereinigte Staaten           | Rex Tillerson               | CEO von ExxonMobil | 62    |
| 21   | ▲                       | Vereinigte Staaten           | Jeffrey Immelt              | CEO von General Electric | 58    |
| 22   | ▲                       | Vereinigte Staaten           | Mark Zuckerberg             | CEO und Mitbegründer von Facebook | 30    |
| 23   | ▲                       | Vereinigte Staaten           | Michael Bloomberg           | Multimilliardär, Bürgermeister von New York City | 72    |
| 24   | ▲                       | Vereinigte Staaten           | Charles G. Koch             | CEO von Koch Industries | 79    |
| 24   | ▲                       | Vereinigte Staaten           | David H. Koch               | Vizepräsident von Koch Industries | 74    |
| 25   | ▼                       | Vereinigte Staaten           | Tim Cook                    | CEO von Apple | 54    |
| 26   | ▬                       | Israel                       | Benjamin Netanyahu          | israelischer Ministerpräsident | 65    |
| 27   | ▬                       | Vereinigte Staaten           | Lloyd C. Blankfein          | CEO von Goldman Sachs Group | 60    |
| 28   | ▲                       | ()                           | Li Ka-shing                 | Vorsitzender von Hutchison Whampoa und Chueng Kong Holdings                                                                                             | 86    |
| 29   | erstmals gelistet       | Vereinigte Staaten           | Doug McMillon               | CEO von Walmart | 49    |
| 30   | erstmals gelistet       | China Volksrepublik          | Jack Ma                     | CEO der Alibaba Group | 50    |
| 31   | ▼                       | Brasilien                    | Dilma Rousseff              | brasilianische Staatspräsidentin | 67    |
| 32   | ▲                       | /                            | Rupert Murdoch              | CEO von News Corporation | 83    |
| 33   | ▲                       | ()                           | Christine Lagarde           | Direktorin des Internationalen Währungsfonds (IWF) | 58    |
| 34   | ▲                       | Japan                        | Akio Toyoda                 | CEO von Toyota | 58    |
| 35   | erstmals gelistet       | Korea Sud                    | Jay Y. Lee                  | Vizepräsident von Samsung | 46    |
| 35   | ▲                       | Korea Sud                    | Lee Kun-hee                 | Multimilliardär, Führungsperson im Samsung-Konzern, Mitglied im Internationalen Olympischen Komitees (IOC)                                              | 72    |
| 36   | ▲                       | Jemen                        | Mukesh Ambani               | Multimilliardär, Vorsitzender von Reliance Industries                                                                                                   | 57    |
| 37   | ▼                       | Vereinigte Arabische Emirate | Chalifa bin Zayid Al Nahyan | Staatspräsident der Vereinigten Arabischen Emirate | 67    |
| 38   | ▲                       | Japan                        | Masayoshi Son               | Gründer und CEO von Softbank | 57    |
| 39   | ▲                       | Vereinigte Staaten           | Laurence Douglas Fink       | Mitbegründer und CEO von BlackRock | 62    |
| 40   | ▼                       | Korea Sud                    | Ban Ki-moon                 | UN-Generalsekretär | 70    |
| 41   | ▲                       | China Volksrepublik          | Robin Li                    | Mitbegründer und CEO von Baidu | 46    |
| 42   | ▲                       | Russland                     | Igor Sechin                 | stellv. russischer Premierminister und Vorsitzender von Rosneft                                                                                         | 54    |
| 43   | ▼                       | China Volksrepublik          | Ding Xuedong                | chinesischer Vizefinanzminister | 55    |
| 44   | ▼                       | Vereinigte Staaten           | Bill Clinton                | ehem. US-Präsident, Vorsitzender der Clinton Global Initiative                                                                                          | 68    |
| 45   | ▲                       | Vereinigte Staaten           | Jim Yong Kim                | Weltbank-Präsident | 55    |
| 46   | ▲                       | Korea Sud                    | Park Geun-hye               | südkoreanische Staatspräsidentin | 62    |
| 47   | zuletzt 2012 (70)       | Russland                     | Alexey Miller               | Vorsitzender von Gazprom | 52    |
| 48   | ▼                       | Japan                        | Haruhiko Kuroda             | Gouverneur (Präsident) der japanischen Zentralbank (Bank of Japan)                                                                                      | 70    |
| 49   | ▼                       | Korea Nord                   | Kim Jong-un                 | nordkoreanischer Staatspräsident | 31    |
| 50   | ▼                       | Saudi-Arabien                | Ali Al-Naimi                | saudischer Öl-Minister | 80    |
| 51   | erstmals gelistet       | Agypten                      | Abd al-Fattah as-Sisi       | ägyptischer Staatspräsident | 60    |
| 52   | ▼                       | Vereinigte Staaten           | Elon Musk                   | Gründer und CEO von SpaceX, Mitbegründer und CEO von Tesla Motors                                                                                       | 43    |
| 53   | erstmals gelistet       | China Volksrepublik          | Ma Huateng                  | chinesischer Geschäftsmann | 43    |
| 54   | erstmals gelistet       | Irak                         | Abu Bakr al-Baghdadi        | als „Kalif Ibrahim“ Oberhaupt des selbsternannten Kalifats Islamischer Staat                                                                            | 44    |
| 55   | ▲                       | Vereinigte Staaten           | Virginia Rometty            | CEO von IBM | 57    |
| 56   | erstmals gelistet       | Vereinigte Staaten           | Leonard Blavatnik           | US-amerikanischer Unternehmer | 57    |
| 57   | ▼                       | Indien                       | Lakshmi Mittal              | Vorsitzender von ArcelorMittal | 64    |
| 58   | ▼                       | ()                           | Martin Winterkorn           | ehemaliger Vorstandsvorsitzender von Volkswagen und Porsche SE                                                                                          | 67    |
| 59   | ▼                       | ()                           | Bernard Arnault             | Vorsitzender von Louis Vuitton Moet Hennessy (LVMH) | 65    |
| 60   | ▼                       | Mexiko                       | Enrique Peña Nieto          | Staatspräsident Mexikos | 48    |
| 61   | ▲                       | Russland                     | Alischer Usmanow            | russischer Oligarch | 61    |
| 62   | erstmals gelistet       | Vereinigte Staaten           | Mary Barra                  | CEO von General Motors | 53    |
| 63   | ▼                       | Japan                        | Shinzō Abe                  | japanischer Ministerpräsident | 60    |
| 64   | erstmals gelistet       | Vereinigte Staaten           | Satya Nadella               | CEO von Microsoft | 48    |
| 65   | ▼                       | Vereinigte Staaten           | John Roberts                | Vorsitzender Richter des obersten amerikanischen Gerichtshofs U.S. Supreme Court                                                                        | 59    |
| 66   | erstmals gelistet       | Australien                   | Gina Rinehart               | Australische Bergbau-Unternehmerin | 60    |
| 67   | ▼                       | ()                           | Margaret Chan               | Direktorin der Weltgesundheitsorganisation (WHO) | 67    |
| 68   | ▼                       | Nigeria                      | Aliko Dangote               | Gründer und CEO der Dangote Group | 58    |
| 69   | erstmals gelistet       | Vereinigte Staaten           | Jeffrey Gundlach            | Multimilliardär, Gründer von DoubleLine Capital | 55    |
| 70   | ▼                       | Schweiz                      | Joseph Blatter              | FIFA-Präsident | 78    |
| 71   | ▼                       | Taiwan                       | Terry Gou                   | CEO von Hon Hai Precision | 64    |
| 72   | ▼                       | Norwegen                     | Yngve Slyngstad             | CEO des staatl. Pensionsfonds Norwegens (NBIM) | 51    |

### 2013
Für 2013 sind insgesamt 72 Personen aufgeführt. Darunter neun Frauen (12,5 %; Spitzenwert seit Einführung der Liste).
| Rang | Veränderung zum Vorjahr | Staats- angehörigkeit        | Person                      | Amt oder Position | Alter |
| ---- | ----------------------- | ---------------------------- | --------------------------- | --- | ----- |
| 1    | ▲                       | Russland                     | Wladimir Putin              | Russischer Präsident | 61    |
| 2    | ▼                       | Vereinigte Staaten           | Barack Obama                | US-Präsident | 52    |
| 3    | ▲                       | China Volksrepublik          | Xi Jinping                  | Generalsekretär der Kommunistischen Partei Chinas, Staatspräsident der Volksrepublik China, stellv. Vorsitzender der Zentralen Militärkommission Chinas | 61    |
| 4    | erstmals gelistet       | /                            | Franziskus                  | 266. Papst der Römisch-Katholischen Kirche | 76    |
| 5    | ▼                       | ()                           | Angela Merkel               | Deutsche Bundeskanzlerin | 59    |
| 6    | ▼                       | Vereinigte Staaten           | Bill Gates                  | Vorstand der Bill & Melinda Gates Foundation; Gründer und Chairman of the Board von Microsoft                                                           | 58    |
| 7    | ▼                       | Vereinigte Staaten           | Ben Bernanke                | Präsident der US-Notenbank FED | 60    |
| 8    | ▼                       | Saudi-Arabien                | Abdullah ibn Abd al-Aziz    | 6. König, Regierungspräsident von Saudi-Arabien | 89    |
| 9    | ▼                       | ()                           | Mario Draghi                | Präsident der Europäischen Zentralbank (EZB) | 65    |
| 10   | ▲                       | Vereinigte Staaten           | Mike Duke                   | CEO von Walmart | 63    |
| 11   | ▼                       | ()                           | David Cameron               | britischer Premierminister | 47    |
| 12   | ▼                       | Mexiko                       | Carlos Slim Helú            | Multimilliardär, Vorsitzender von Telmex, (Ehren-)Vorsitz bei América Móvil                                                                             | 74    |
| 13   | ▲                       | Vereinigte Staaten           | Warren Buffett              | CEO von Berkshire Hathaway | 83    |
| 14   | ▼                       | China Volksrepublik          | Li Keqiang                  | chinesischer Ministerpräsident | 58    |
| 15   | ▲                       | Vereinigte Staaten           | Jeff Bezos                  | CEO von Amazon | 50    |
| 16   | ▲                       | Vereinigte Staaten           | Rex Tillerson               | CEO von ExxonMobil | 62    |
| 17   | ▲                       | Vereinigte Staaten           | Sergey Brin                 | Mitbegründer von Google, Vorstand für Spezielle Projekte                                                                                                | 39    |
| 17   | ▲                       | Vereinigte Staaten           | Larry Page                  | Mitbegründer von Google | 40    |
| 18   | ▼                       | ()                           | François Hollande           | Französischer Staatspräsident und Kofürst von Andorra                                                                                                   | 58    |
| 19   | ▲                       | Vereinigte Staaten           | Tim Cook                    | CEO von Apple | 53    |
| 20   | ▼                       | Brasilien                    | Dilma Rousseff              | brasilianische Staatspräsidentin | 66    |
| 21   | ▼                       | Indien                       | Sonia Gandhi                | Präsidentin der Indischen Kongresspartei | 67    |
| 22   | ▲                       | Vereinigte Staaten           | Jamie Dimon                 | CEO von JPMorgan Chase & Co. | 59    |
| 23   | ▼                       | Iran                         | Ali Chamene’i               | Großajatollah, politischer und geistlicher Führer des Iran                                                                                              | 74    |
| 24   | ▲                       | Vereinigte Staaten           | Mark Zuckerberg             | CEO und Mitbegründer von Facebook | 30    |
| 25   | ▼                       | Vereinigte Staaten           | Jeffrey Immelt              | CEO von General Electric | 58    |
| 26   | ▼                       | Israel                       | Benjamin Netanyahu          | israelischer Ministerpräsident | 65    |
| 27   | ▲                       | Vereinigte Staaten           | Lloyd C. Blankfein          | CEO von Goldman Sachs Group | 59    |
| 28   | ▼                       | Indien                       | Manmohan Singh              | indischer Ministerpräsident | 80    |
| 29   | ▼                       | Vereinigte Staaten           | Michael Bloomberg           | Multimilliardär und Bürgermeister von New York City | 73    |
| 30   | ▲                       | ()                           | Li Ka-shing                 | Vorsitzender von Hutchison Whampoa und Chueng Kong Holdings                                                                                             | 86    |
| 31   | ▲                       | Vereinigte Staaten           | Charles G. Koch             | CEO von Koch Industries | 78    |
| 31   | ▲                       | Vereinigte Staaten           | David H. Koch               | Vizepräsident von Koch Industries | 74    |
| 32   | ▼                       | Korea Sud                    | Ban Ki-moon                 | UN-Generalsekretär | 70    |
| 33   | ▼                       | /                            | Rupert Murdoch              | CEO von News Corporation | 83    |
| 34   | ▼                       | Vereinigte Arabische Emirate | Chalifa bin Zayid Al Nahyan | Staatspräsident der Vereinigten Arabischen Emirate | 66    |
| 35   | ▲                       | ()                           | Christine Lagarde           | Direktorin des Internationalen Währungsfonds (IWF) | 58    |
| 36   | erstmals gelistet       | China Volksrepublik          | Ding Xuedong                | chinesischer Vizefinanzminister | 54    |
| 37   | ▲                       | Mexiko                       | Enrique Peña Nieto          | mexikanischer Staatspräsident | 48    |
| 38   | ▼                       | Jemen                        | Mukesh Ambani               | Multimilliardär und Vorsitzender von Reliance Industries                                                                                                | 57    |
| 39   | erstmals gelistet       | Japan                        | Haruhiko Kuroda             | Gouverneur (Präsident) der japanischen Zentralbank (Bank of Japan)                                                                                      | 69    |
| 40   | ▼                       | Saudi-Arabien                | Ali Al-Naimi                | saudischer Öl-Minister | 79    |
| 41   | erstmals gelistet       | Korea Sud                    | Lee Kun-hee                 | Multimilliardär und Führungsperson im Samsung-Konzern, Mitglied im Internationalen Olympischen Komitees (IOC)                                           | 71    |
| 42   | ▬                       | Vereinigte Staaten           | Laurence Douglas Fink       | Mitbegründer und CEO von BlackRock | 61    |
| 43   | ▲                       | Vereinigte Staaten           | Bill Clinton                | ehem. US-Präsident, Vorsitzender der Clinton Global Initiative und Gatte der US-Außenministerin Hillary Clinton                                         | 67    |
| 44   | ▼                       | Japan                        | Akio Toyoda                 | CEO von Toyota Motor | 58    |
| 45   | ▲                       | Japan                        | Masayoshi Son               | Gründer und CEO von Softbank | 56    |
| 46   | ▼                       | Korea Nord                   | Kim Jong-un                 | nordkoreanischer Staatspräsident | 30    |
| 47   | ▲                       | Vereinigte Staaten           | Elon Musk                   | Gründer und CEO von SpaceX, Mitbegründer und CEO von Tesla Motors                                                                                       | 42    |
| 48   | ▲                       | Taiwan                       | Terry Gou                   | CEO von Hon Hai Precision | 63    |
| 49   | erstmals gelistet       | ()                           | Martin Winterkorn           | Vorsitzender von Volkswagen und Porsche SE | 66    |
| 50   | ▼                       | Vereinigte Staaten           | Jim Yong Kim                | Weltbank-Präsident | 53    |
| 51   | ▼                       | Indien                       | Lakshmi Mittal              | Vorsitzender von ArcelorMittal | 64    |
| 52   | erstmals gelistet       | Korea Sud                    | Park Geun-hye               | südkoreanische Staatspräsidentin | 61    |
| 53   | erstmals gelistet       | Russland                     | Dmitri Medwedew             | russischer Ministerpräsident | 48    |
| 54   | ▲                       | ()                           | Bernard Arnault             | Vorsitzender von Louis Vuitton Moet Hennessy (LVMH) | 65    |
| 55   | ▼                       | Vereinigte Staaten           | Bill Gross                  | Mitbegründer und stellv. Vorsitzender von Pimco | 70    |
| 56   | erstmals gelistet       | Vereinigte Staaten           | Virginia Rometty            | CEO von IBM | 56    |
| 57   | erstmals gelistet       | Japan                        | Shinzō Abe                  | japanischer Ministerpräsident | 59    |
| 58   | erstmals gelistet       | Vereinigte Staaten           | Larry Ellison               | CEO von Oracle | 69    |
| 59   | ▼                       | ()                           | Margaret Chan               | Direktorin der Weltgesundheitsorganisation (WHO) | 66    |
| 60   | zuletzt 2010 (52)       | Russland                     | Igor Sechin                 | stellv. russischer Ministerpräsident | 53    |
| 61   | ▲                       | China Volksrepublik          | Robin Li                    | Mitbegründer und CEO von Baidu | 45    |
| 62   | ▼                       | Vereinigte Staaten           | John Roberts                | Vorsitzender Richter des obersten amerikanischen Gerichtshofs (U.S. Supreme Court)                                                                      | 59    |
| 63   | ▲                       | Russland                     | Alischer Usmanow            | russischer Oligarch | 60    |
| 64   | erstmals gelistet       | Nigeria                      | Aliko Dangote               | Gründer und CEO der Dangote Group | 57    |
| 65   | ▲                       | Vereinigte Staaten           | Reid Hoffman                | Silicon-Valley-Investor, mehrfacher Firmengründer | 47    |
| 66   | ▼                       | Vereinigte Staaten           | John Boehner                | Vorsitzender des US-amerikanischen Repräsentantenhauses                                                                                                 | 64    |
| 67   | ▼                       | Mexiko                       | El Chapo                    | Chef des mexikanischen Sinaloa-Kartells | 57    |
| 68   | zuletzt 2011 (64)       | Vereinigte Staaten           | Jill Abramson               | Chefredakteurin der New York Times | 59    |
| 69   | ▬                       | Schweiz                      | Joseph Blatter              | FIFA-Präsident | 78    |
| 70   | erstmals gelistet       | Norwegen                     | Yngve Slyngstad             | CEO des staatl. Pensionsfonds Norwegens (NBIM) | 51    |
| 71   | erstmals gelistet       | Sudan                        | Mo Ibrahim                  | sudanesischer Geschäftsmann | 67    |
| 72   | erstmals gelistet       | Vereinigte Staaten           | Janet Yellen                | Präsidentschaftskandidatin der US-Notenbank FED | 67    |

### 2012
Die Liste 2012 nennt die 71 mächtigsten Menschen, darunter sechs Frauen (~8,5 %), aus einer Weltbevölkerung von 7,1 Milliarden. Aufgeführt sind, entsprechend ihrem Anteil folgende Personengruppen: Politiker (inkl. regierenden Adels), Geschäftsleute, Banker, religiöse Führer, Medienköpfe sowie zwei Soldaten und ein Krimineller.
| Rang | Veränderung zum Vorjahr | Staats- angehörigkeit        | Person                      | Amt oder Position                                                                                              | Alter  |
| ---- | ----------------------- | ---------------------------- | --------------------------- | --- | ------ |
| 1    | ▬                       | Vereinigte Staaten           | Barack Obama                | US-Präsident                                                                                                   | 51     |
| 2    | ▲                       | ()                           | Angela Merkel               | Deutsche Bundeskanzlerin                                                                                       | 58     |
| 3    | ▼                       | Russland                     | Wladimir Putin              | Russischer Staatspräsident                                                                                     | 60     |
| 4    | ▲                       | Vereinigte Staaten           | Bill Gates                  | Vorstand der Bill & Melinda Gates Foundation; Gründer und Chairman of the Board von Microsoft                  | 57     |
| 5    | ▲                       | / ()                         | Benedikt XVI.               | 265. Papst der Römisch-Katholischen Kirche                                                                     | 86     |
| 6    | ▲                       | Vereinigte Staaten           | Ben Bernanke                | Präsident der US-Notenbank FED                                                                                 | 59     |
| 7    | ▼                       | Saudi-Arabien                | Abdullah ibn Abd al-Aziz    | 6. König, Regierungspräsident von Saudi-Arabien                                                                | 88     |
| 8    | ▲                       | ()                           | Mario Draghi                | Präsident der Europäischen Zentralbank (EZB)                                                                   | 65     |
| 9    | ▲                       | China Volksrepublik          | Xi Jinping                  | Generalsekretär der Kommunistischen Partei Chinas, stellv. Vorsitzender der Zentralen Militärkommission Chinas | 60     |
| 10   | ▬                       | ()                           | David Cameron               | britischer Premierminister                                                                                     | 46     |
| 11   | ▲                       | Mexiko                       | Carlos Slim Helú            | Multimilliardär, Vorsitzender von Telmex, Ehrenvorsitz bei América Móvil                                       | 73     |
| 12   | ▼                       | Indien                       | Sonia Gandhi                | Präsidentin des Indischen Nationalkongresses                                                                   | 66     |
| 13   | ▬                       | China Volksrepublik          | Li Keqiang                  | chinesischer Vizepräsident                                                                                     | 57     |
| 14   | erstmals gelistet       | ()                           | François Hollande           | französischer Staatspräsident und Kofürst von Andorra                                                          | 58     |
| 15   | ▲                       | Vereinigte Staaten           | Warren Buffett              | CEO von Berkshire Hathaway                                                                                     | 82     |
| 16   | ▲                       | Vereinigte Staaten           | Michael Bloomberg           | Multimilliardär, Bürgermeister der Stadt New York                                                              | 71     |
| 17   | ▲                       | Vereinigte Staaten           | Mike Duke                   | CEO von Walmart                                                                                                | 62     |
| 18   | ▲                       | Brasilien                    | Dilma Rousseff              | Präsidentin Brasiliens                                                                                         | 65     |
| 19   | ▬                       | Indien                       | Manmohan Singh              | Ministerpräsident Indiens                                                                                      | 80     |
| 20   | ▲                       | Russland                     | Sergey Brin                 | Mitbegründer von Google, Vorstand für Spezielle Projekte                                                       | 39     |
| 20   | ▲                       | Vereinigte Staaten           | Larry Page                  | Mitbegründer von Google                                                                                        | 40     |
| 21   | ▲                       | Iran                         | Ali Chamene’i               | Großajatollah, politischer und geistiger Führer des Iran                                                       | 73     |
| 22   | ▲                       | Vereinigte Staaten           | Rex Tillerson               | CEO von ExxonMobil                                                                                             | 61     |
| 23   | ▲                       | Israel                       | Benjamin Netanyahu          | Ministerpräsident Israels                                                                                      | 63     |
| 24   | ▲                       | Vereinigte Staaten           | Jeffrey Immelt              | CEO von General Electric                                                                                       | 57     |
| 25   | ▼                       | Vereinigte Staaten           | Mark Zuckerberg             | CEO und Mitbegründer von Facebook                                                                              | 29     |
| 26   | ▲                       | /                            | Rupert Murdoch              | CEO von News Corporation                                                                                       | 82     |
| 27   | ▲                       | Vereinigte Staaten           | Jeff Bezos                  | CEO von Amazon                                                                                                 | 49     |
| 28   | ▲                       | Pakistan                     | Ashfaq Kayani               | de facto Oberbefehlshaber der Streitkräfte Pakistans                                                           | 61     |
| 29   | erstmals gelistet       | ()                           | Mario Monti                 | Ministerpräsident Italiens                                                                                     | 70     |
| 30   | ▲                       | Korea Sud                    | Ban Ki-moon                 | UN-Generalsekretär                                                                                             | 69     |
| 31   | ▲                       | ()                           | Li Ka-shing                 | Vorsitzender von Hutchison Whampoa und Chueng Kong Holdings                                                    | 85     |
| 32   | ▼                       | Saudi-Arabien                | Ali Al-Naimi                | Öl-Minister Saudi-Arabiens                                                                                     | 78     |
| 33   | ▲                       | Vereinigte Arabische Emirate | Chalifa bin Zayid Al Nahyan | Präsident der Vereinigten Arabischen Emirate                                                                   | 65     |
| 34   | ▲                       | Vereinigte Staaten           | Jamie Dimon                 | CEO von JPMorgan Chase & Co.                                                                                   | 57     |
| 35   | ▲                       | Vereinigte Staaten           | Tim Cook                    | CEO von Apple                                                                                                  | 52     |
| 36   | ▲                       | Vereinigte Staaten           | Lloyd C. Blankfein          | CEO von Goldman Sachs Group                                                                                    | 58     |
| 37   | ▼                       | Jemen                        | Mukesh Ambani               | Multimilliardär, Vorsitzender von Reliance Industries                                                          | 56     |
| 38   | ▲                       | ()                           | Christine Lagarde           | Direktorin des Internationalen Währungsfonds (IWF)                                                             | 57     |
| 39   | ▼                       | China Volksrepublik          | Lou Jiwei                   | Vorsitzender von China Investment Corporation                                                                  | 62     |
| 40   | ▼                       | Japan                        | Masaaki Shirakawa           | Gouverneur der japanischen Zentralbank                                                                         | 63     |
| 41   | ▲                       | Vereinigte Staaten           | Charles G. Koch             | CEO von Koch Industries                                                                                        | 77     |
| 41   | ▲                       | Vereinigte Staaten           | David H. Koch               | Vizepräsident von Koch Industries                                                                              | 73     |
| 42   | ▲                       | Vereinigte Staaten           | Laurence Douglas Fink       | Mitbegründer und CEO von BlackRock                                                                             | 60     |
| 43   | zuletzt 2009 (28)       | Japan                        | Akio Toyoda                 | CEO von Toyota Motor                                                                                           | 57     |
| 44   | erstmals gelistet       | Korea Nord                   | Kim Jong-un                 | nordkoreanischer Staatspräsident                                                                               | 30     |
| 45   | erstmals gelistet       | Vereinigte Staaten           | Jim Yong Kim                | Weltbank-Präsident                                                                                             | 53     |
| 46   | erstmals gelistet       | Vereinigte Staaten           | Steve Ballmer               | CEO von Microsoft                                                                                              | 57     |
| 47   | ▬                       | Indien                       | Lakshmi Mittal              | Vorsitzender von ArcelorMittal                                                                                 | 63     |
| 48   | zuletzt 2009 (67)       | Venezuela                    | Hugo Chávez                 | Staatspräsident Venezuelas                                                                                     | 58 (†) |
| 49   | zuletzt 2010 (51)       | Chile                        | Sebastián Piñera            | chilenischer Präsident                                                                                         | 63     |
| 50   | ▬                       | Vereinigte Staaten           | Bill Clinton                | ehem. US-Präsident, Vorsitzender der Clinton Global Initiative, Gatte von US-Außenministerin                   | 66     |
| 51   | ▲                       | Vereinigte Staaten           | Bill Gross                  | Mitbegründer und stellv. Vorsitzender von Pimco                                                                | 69     |
| 52   | erstmals gelistet       | Pakistan                     | Zaheerul Islam              | Chef des pakistanischen Geheimdienstes Inter-Services Intelligence (ISI)                                       | 57     |
| 53   | ▲                       | Japan                        | Masayoshi Son               | Gründer und CEO von Softbank                                                                                   | 55     |
| 54   | erstmals gelistet       | Mexiko                       | Enrique Peña Nieto          | Staatspräsident Mexikos                                                                                        | 46     |
| 55   | erstmals gelistet       | Taiwan                       | Terry Gou                   | CEO von Hon Hai Precision                                                                                      | 62     |
| 56   | ▲                       | ()                           | Bernard Arnault             | Vorsitzender von Louis Vuitton Moet Hennessy (LVMH)                                                            | 64     |
| 57   | ▼                       | Iran                         | Rostam Ghasemi              | Präsident der Organisation erdölexportierender Länder (OPEC)                                                   | 49     |
| 58   | erstmals gelistet       | ()                           | Margaret Chan               | Direktorin der Weltgesundheitsorganisation (WHO)                                                               | 65     |
| 59   | zuletzt 2009 (49)       | Vereinigte Staaten           | John Roberts                | Vorsitzender Richter des obersten amerikanischen Gerichtshofs U.S. Supreme Court                               | 58     |
| 60   | ▲                       | Japan                        | Yoshihiko Noda              | Premierminister Japans                                                                                         | 56     |
| 61   | ▼                       | Russland                     | Dmitri Medwedew             | Ministerpräsident Russlands                                                                                    | 47     |
| 62   | erstmals gelistet       | China Volksrepublik          | Jiang Zemin                 | ehem. Staatspräsident und Generalsekretär der Kommunistischen Partei Chinas                                    | 86     |
| 63   | ▼                       | Mexiko                       | El Chapo                    | Chef des mexikanischen Drogen-Kartells Sinaloa                                                                 | 56     |
| 64   | ▼                       | China Volksrepublik          | Robin Li                    | Mitbegründer und CEO von Baidu                                                                                 | 44     |
| 65   | ▲                       | Vereinigte Staaten           | John Boehner                | Vorsitzender des US-amerikanischen Repräsentantenhauses                                                        | 63     |
| 66   | erstmals gelistet       | Vereinigte Staaten           | Elon Musk                   | Gründer und CEO von SpaceX, Mitbegründer und CEO von Tesla Motors                                              | 42     |
| 67   | erstmals gelistet       | Russland                     | Alischer Usmanow            | Gründer von Metalloinvest                                                                                      | 59     |
| 68   | erstmals gelistet       | Vereinigte Staaten           | Kathleen Sebelius           | US-Gesundheitsministerin                                                                                       | 65     |
| 69   | ▼                       | Schweiz                      | Joseph Blatter              | FIFA-Präsident                                                                                                 | 77     |
| 70   | erstmals gelistet       | Russland                     | Alexey Miller               | Vorsitzender von Gazprom                                                                                       | 51     |
| 71   | erstmals gelistet       | Vereinigte Staaten           | Reid Hoffman                | Silicon-Valley-Investor, Firmengründer                                                                         | 46     |

### 2011
Die Liste 2011 nennt die 70 mächtigsten Menschen, darunter fünf Frauen (~7,1 %) aus einer Weltbevölkerung von sieben Milliarden. Aufgeführt sind, entsprechend ihrem Anteil folgende Personengruppen: Politiker (inkl. regierenden Adels), Geschäftsleute, Banker, religiöse Führer, Medienköpfe und Kriminelle.
| Rang | Veränderung zum Vorjahr | Staats- angehörigkeit        | Person                       | Amt oder Position                                                                                    |
| ---- | ----------------------- | ---------------------------- | ---------------------------- | --- |
| 1    | ▲                       | Vereinigte Staaten           | Barack Obama                 | US-Präsident                                                                                         |
| 2    | ▲                       | Russland                     | Wladimir Putin               | Russischer Ministerpräsident                                                                         |
| 3    | ▼                       | China Volksrepublik          | Hu Jintao                    | Generalsekretär der Kommunistischen Partei Chinas, Staatspräsident der Volksrepublik China           |
| 4    | ▲                       | ()                           | Angela Merkel                | Deutsche Bundeskanzlerin                                                                             |
| 5    | ▲                       | Vereinigte Staaten           | Bill Gates                   | Vorstand der Bill & Melinda Gates Foundation; Gründer und Vorsitzender von Microsoft                 |
| 6    | ▼                       | Saudi-Arabien                | Abdullah ibn Abd al-Aziz     | 6. König, Regierungspräsident von Saudi-Arabien                                                      |
| 7    | ▼                       | / ()                         | Benedikt XVI.                | 265. Papst der Römisch-Katholischen Kirche                                                           |
| 8    | ▬                       | Vereinigte Staaten           | Ben Bernanke                 | Präsident der US-Notenbank FED                                                                       |
| 9    | ▲                       | Vereinigte Staaten           | Mark Zuckerberg              | CEO und Mitbegründer von Facebook                                                                    |
| 10   | ▼                       | ()                           | David Cameron                | Britischer Premierminister                                                                           |
| 11   | ▼                       | Indien                       | Sonia Gandhi                 | Präsidentin des Indischen Nationalkongresses                                                         |
| 12   | ▲                       | ()                           | Mario Draghi                 | Präsident der Europäischen Zentralbank                                                               |
| 13   | ▲                       | ()                           | Nicolas Sarkozy              | Französischer Staatspräsident und Co-Fürst von Andorra                                               |
| 14   | ▲                       | China Volksrepublik          | Wen Jiabao                   | Ministerpräsident der Volksrepublik China                                                            |
| 15   | ▼                       | China Volksrepublik          | Zhou Xiaochuan               | Gouverneur der Chinesischen Volksbank (chinesische Notenbank)                                        |
| 16   | ▲                       | Vereinigte Staaten           | Hillary Clinton              | US-Außenministerin                                                                                   |
| 17   | ▲                       | Vereinigte Staaten           | Michael Bloomberg            | Multimilliardär, Bürgermeister der Stadt New York                                                    |
| 18   | ▲                       | Vereinigte Staaten           | Timothy Geithner             | US-Finanzminister                                                                                    |
| 19   | ▼                       | Indien                       | Manmohan Singh               | Indischer Ministerpräsident                                                                          |
| 20   | ▲                       | Vereinigte Staaten           | Warren Buffett               | CEO von Berkshire Hathaway                                                                           |
| 21   | ▼                       | ()                           | Silvio Berlusconi            | italienischer Ministerpräsident                                                                      |
| 22   | ▼                       | Brasilien                    | Dilma Rousseff               | Präsidentin Brasiliens                                                                               |
| 23   | ▼                       | Mexiko                       | Carlos Slim Helú             | Vorsitzender von Telmex                                                                              |
| 24   | ▲                       | /                            | Rupert Murdoch               | CEO von News Corporation                                                                             |
| 25   | ▼                       | Israel                       | Benjamin Netanyahu           | Ministerpräsident Israels                                                                            |
| 26   | ▬                       | Iran                         | Ali Chamene’i                | Großajatollah, politischer und geistiger Führer des Iran                                             |
| 27   | ▼                       | Vereinigte Staaten           | Mike Duke                    | CEO von Walmart                                                                                      |
| 28   | ▲                       | Vereinigte Staaten           | Jeffrey Immelt               | CEO von General Electric                                                                             |
| 29   | erstmals gelistet       | China Volksrepublik          | Zhou Yongkang                | Vorsitzender der Kommission für politische und gesetzgebende Angelegenheiten der Volksrepublik China |
| 30   | ▼                       | Russland                     | Sergey Brin                  | Mitbegründer von Google                                                                              |
| 30   | ▼                       | Vereinigte Staaten           | Larry Page                   | Mitbegründer von Google                                                                              |
| 31   | erstmals gelistet       | Saudi-Arabien                | Ali Al-Naimi                 | Öl-Minister Saudi-Arabiens                                                                           |
| 32   | erstmals gelistet       | Iran                         | Rostam Ghasemi               | Präsident der Organisation erdölexportierender Länder (OPEC)                                         |
| 33   | ▼                       | China Volksrepublik          | Lou Jiwei                    | Vorsitzender von China Investment Corporation                                                        |
| 34   | ▼                       | Pakistan                     | Ashfaq Parvez Kayani         | de facto Oberbefehlshaber der Streitkräfte Pakistans                                                 |
| 35   | ▼                       | Indien                       | Mukesh Ambani                | Vorsitzender von Reliance Industries                                                                 |
| 36   | ▲                       | Japan                        | Masaaki Shirakawa            | Gouverneur der japanischen Zentralbank                                                               |
| 37   | ▼                       | Korea Nord                   | Kim Jong-il                  | Präsident Nordkoreas                                                                                 |
| 38   | ▲                       | Korea Sud                    | Ban Ki-moon                  | UN-Generalsekretär                                                                                   |
| 39   | erstmals gelistet       | ()                           | Christine Lagarde            | Direktorin des Internationalen Währungsfonds (IWF)                                                   |
| 40   | ▲                       | Vereinigte Staaten           | Jeff Bezos                   | CEO von Amazon                                                                                       |
| 41   | ▲                       | Vereinigte Staaten           | Jamie Dimon                  | CEO von JPMorgan Chase & Co.                                                                         |
| 42   | ▲                       | China Volksrepublik          | Robin Li                     | CEO von Baidu                                                                                        |
| 43   | ▼                       | Vereinigte Staaten           | Lloyd C. Blankfein           | CEO von Goldman Sachs                                                                                |
| 44   | ▼                       | ()                           | Li Ka-shing                  | Vorsitzender von Hutchison Whampoa und Chueng Kong (Holdings)                                        |
| 45   | ▲                       | Vereinigte Staaten           | Charles G. Koch              | CEO von Koch Industries                                                                              |
| 45   | ▲                       | Vereinigte Staaten           | David H. Koch                | Vizepräsident von Koch Industries                                                                    |
| 46   | ▲                       | Vereinigte Staaten           | Rex Tillerson                | CEO von ExxonMobil                                                                                   |
| 47   | ▼                       | Indien                       | Lakshmi Mittal               | Vorsitzender von ArcelorMittal                                                                       |
| 48   | erstmals gelistet       | Turkei                       | Recep Erdoğan                | Ministerpräsident der Türkei                                                                         |
| 49   | ▼                       | Vereinigte Staaten           | Robert Zoellick              | Weltbank-Präsident                                                                                   |
| 50   | ▼                       | Vereinigte Staaten           | Bill Clinton                 | ehemaliger US-Präsident, Gatte von US-Außenministerin                                                |
| 51   | ▼                       | ()                           | Tendzin Gyatsho (Dalai Lama) | geistliches Oberhaupt, Chef der tibetischen Exilregierung                                            |
| 52   | ▼                       | Vereinigte Staaten           | Laurence Douglas Fink        | CEO von BlackRock                                                                                    |
| 53   | ▲                       | Vereinigte Arabische Emirate | Chalifa bin Zayid Al Nahyan  | Präsident der Vereinigten Arabischen Emirate                                                         |
| 54   | ▲                       | Vereinigte Staaten           | Bill Gross                   | Mitbegründer und stellv. Vorsitzender von Pimco                                                      |
| 55   | ▲                       | Mexiko                       | El Chapo                     | Chef des mexikanischen Drogen-Kartells Sinaloa                                                       |
| 56   | erstmals gelistet       | Pakistan                     | Ahmed Shuja Pasha            | Direktor des pakistanischen Geheimdienstes Inter-Services Intelligence (ISI)                         |
| 57   | ▲                       | Indien                       | Dawood Ibrahim Kaskar        | Chef des indischen Drogen- und Auftragskiller-Syndikats D-Company                                    |
| 58   | erstmals gelistet       | Vereinigte Staaten           | Tim Cook                     | CEO von Apple                                                                                        |
| 59   | ▼                       | Russland                     | Dmitri Medwedew              | Präsident Russlands                                                                                  |
| 60   | ▼                       | Japan                        | Masayoshi Son                | Gründer und CEO von Softbank                                                                         |
| 61   | erstmals gelistet       | Indien                       | Azim Premji                  | Vorsitzender von Wipro                                                                               |
| 62   | erstmals gelistet       | Japan                        | Yoshihiko Noda               | Premierminister Japans                                                                               |
| 63   | ▲                       | Schweiz                      | Joseph Blatter               | FIFA-Präsident                                                                                       |
| 64   | erstmals gelistet       | Vereinigte Staaten           | Jill Abramson                | Chefredakteurin der New York Times                                                                   |
| 65   | ▼                       | ()                           | Bernard Arnault              | Vorsitzender von Louis Vuitton Moet Hennessy (LVMH)                                                  |
| 66   | ▼                       | Chile                        | Sebastián Piñera             | chilenischer Präsident                                                                               |
| 67   | erstmals gelistet       | Vereinigte Staaten           | John Boehner                 | Vorsitzender des US-amerikanischen Repräsentantenhauses                                              |
| 68.  | ▼                       | ()                           | Jacques Rogge                | Präsident des Internationalen Olympischen Komitees (IOC)                                             |
| 69.  | erstmals gelistet       | China Volksrepublik          | Xi Jinping                   | chinesischer Vizepräsident, stellv. Vorsitzender der Zentralen Militärkommission                     |
| 70.  | erstmals gelistet       | Russland                     | Alischer Usmanow             | russischer Oligarch                                                                                  |

### 2010
Die Liste 2010 führt 68 Personen, darunter fünf Frauen (~7,4 %) aus einer Weltbevölkerung von 6,8 Milliarden. Erstmals führt mit dem chinesischen Staatspräsidenten kein US-Präsident den „Titel“ des mächtigsten Menschen. Aufgeführt sind, entsprechend ihrem Anteil folgende Personengruppen: Politiker (inkl. regierenden Adels), Geschäftsleute, Banker, religiöse Führer, Medienköpfe, zwei Kriminelle sowie ein Terrorist.
| Rang | Veränderung zum Vorjahr | Staats- angehörigkeit        | Person                       | Amt oder Position                                                                          |
| ---- | ----------------------- | ---------------------------- | ---------------------------- | ------------------------------------------------------------------------------------------ |
| 1    | ▲                       | China Volksrepublik          | Hu Jintao                    | Generalsekretär der Kommunistischen Partei Chinas; Staatspräsident der Volksrepublik China |
| 2    | ▼                       | Vereinigte Staaten           | Barack Obama                 | US-Präsident                                                                               |
| 3    | ▲                       | Saudi-Arabien                | Abdullah ibn Abd al-Aziz     | 6. König, Regierungspräsident von Saudi-Arabien                                            |
| 4    | ▼                       | Russland                     | Wladimir Putin               | Russischer Ministerpräsident                                                               |
| 5    | ▲                       | / ()                         | Benedikt XVI.                | 265. Papst der Römisch-Katholischen Kirche                                                 |
| 6    | ▲                       | ()                           | Angela Merkel                | Deutsche Bundeskanzlerin                                                                   |
| 7    | ▲                       | ()                           | David Cameron                | Britischer Premierminister                                                                 |
| 8    | ▼                       | Vereinigte Staaten           | Ben Bernanke                 | Präsident der US-Notenbank FED                                                             |
| 9    | ▲                       | Indien                       | Sonia Gandhi                 | Präsidentin des Indischen Nationalkongresses                                               |
| 10   | ▬                       | Vereinigte Staaten           | Bill Gates                   | Gründer und Vorsitzender von Microsoft; Vorstand der Bill & Melinda Gates Foundation       |
| 11   | ▲                       | China Volksrepublik          | Zhou Xiaochuan               | Gouverneur der chinesischen Zentralbank (Chinesische Volksbank)                            |
| 12   | ▲                       | Russland                     | Dmitri Medwedew              | Russischer Präsident                                                                       |
| 13   | ▼                       | Australien                   | Thomas B. Fischer            | CEO von News Corporation                                                                   |
| 14   | ▼                       | ()                           | Silvio Berlusconi            | Italienischer Ministerpräsident                                                            |
| 15   | ▲                       | ()                           | Jean-Claude Trichet          | Präsident der Europäischen Zentralbank                                                     |
| 16   | erstmals gelistet       | Brasilien                    | Dilma Rousseff               | Präsidentin Brasiliens                                                                     |
| 17   | ▲                       | Vereinigte Staaten           | Steve Jobs                   | CEO von Apple                                                                              |
| 18   | ▲                       | Indien                       | Manmohan Singh               | indischer Ministerpräsident                                                                |
| 19   | ▲                       | ()                           | Nicolas Sarkozy              | Französischer Staatspräsident und Co-Fürst von Andorra                                     |
| 20   | ▼                       | Vereinigte Staaten           | Hillary Clinton              | US-Außenministerin                                                                         |
| 21   | ▼                       | Mexiko                       | Carlos Slim Helú             | CEO von Telmex                                                                             |
| 22   | ▼                       | Vereinigte Staaten           | Larry Page                   | Mitbegründer von Google                                                                    |
| 22   | ▼                       | Vereinigte Staaten           | Sergey Brin                  | Mitbegründer von Google                                                                    |
| 23   | ▼                       | Vereinigte Staaten           | Michael Bloomberg            | Multimilliardär, Bürgermeister der Stadt New York                                          |
| 24   | ▲                       | Israel                       | Benjamin Netanyahu           | Ministerpräsident Israels                                                                  |
| 25   | ▼                       | Vereinigte Staaten           | Mike Duke                    | CEO von Wal-Mart                                                                           |
| 26   | ▲                       | Iran                         | Ali Chamene’i                | Großajatollah, politischer und geistiger Führer des Iran                                   |
| 27   | erstmals gelistet       | Japan                        | Naoto Kan                    | Premierminister Japans                                                                     |
| 28   | ▼                       | Vereinigte Staaten           | Timothy Geithner             | US-Finanzminister                                                                          |
| 29   | erstmals gelistet       | Pakistan                     | Ashfaq Parvez Kayani         | de facto Oberbefehlshaber der Streitkräfte Pakistans                                       |
| 30   | ▲                       | China Volksrepublik          | Lou Jiwei                    | Vorsitzender der China Investment Corporation                                              |
| 31   | ▼                       | Korea Nord                   | Kim Jong-il                  | Präsident Nordkoreas                                                                       |
| 32   | ▼                       | China Volksrepublik          | Li Changchun                 | Propaganda-Chef der Kommunistischen Partei Chinas                                          |
| 33   | ▼                       | Vereinigte Staaten           | Warren Buffett               | CEO von Berkshire Hathaway                                                                 |
| 34   | ▲                       | Indien                       | Mukesh Ambani                | Vorsitzender von Reliance Industries                                                       |
| 35   | ▼                       | Vereinigte Staaten           | Jeffrey Immelt               | CEO von General Electric                                                                   |
| 36   | ▼                       | ()                           | Li Ka-shing                  | Vorsitzender von Hutchison Whampoa und Chueng Kong Holdings                                |
| 37   | ▲                       | ()                           | Dominique Strauss-Kahn       | Chef des Internationalen Währungsfonds (IWF)                                               |
| 38   | ▼                       | Japan                        | Masaaki Shirakawa            | Gouverneur der japanischen Zentralbank Bank of Japan                                       |
| 39   | ▬                       | ()                           | Tendzin Gyatsho (Dalai Lama) | geistliches Oberhaupt, Chef der tibetischen Exilregierung                                  |
| 40   | erstmals gelistet       | Vereinigte Staaten           | Mark Zuckerberg              | CEO und Mitbegründer von Facebook                                                          |
| 41   | erstmals gelistet       | Korea Sud                    | Ban Ki-moon                  | Generalsekretär der Vereinten Nationen                                                     |
| 42   | ▼                       | Vereinigte Staaten           | Lloyd C. Blankfein           | CEO von Goldman Sachs                                                                      |
| 43   | ▲                       | ()                           | Bernard Arnault              | Vorsitzender von Louis Vuitton Moet Hennessy (LVMH)                                        |
| 44   | ▼                       | Indien                       | Lakshmi Mittal               | Vorstandsvorsitzender von ArcelorMittal                                                    |
| 45   | ▲                       | Vereinigte Staaten           | Robert Zoellick              | Weltbank-Präsident                                                                         |
| 46   | erstmals gelistet       | China Volksrepublik          | Robin Li                     | CEO von Baidu                                                                              |
| 47   | ▼                       | Vereinigte Staaten           | Jamie Dimon                  | CEO von JPMorgan Chase & Co.                                                               |
| 48   | ▼                       | Vereinigte Staaten           | Laurence Douglas Fink        | CEO von BlackRock                                                                          |
| 49   | ▼                       | Vereinigte Staaten           | Rex Tillerson                | CEO von ExxonMobil                                                                         |
| 50   | erstmals gelistet       | Vereinigte Staaten           | Bill Keller                  | Vorsitzender der New York Times                                                            |
| 51   | erstmals gelistet       | Chile                        | Sebastián Piñera             | Präsident Chiles                                                                           |
| 52   | ▼                       | Russland                     | Igor Sechin                  | stellv. russischer Premierminister                                                         |
| 53   | erstmals gelistet       | Libyen                       | Abdalla Salem El-Badri       | Präsident der Organisation erdölexportierender Länder (OPEC)                               |
| 54   | erstmals gelistet       | Vereinigte Staaten           | Charles G. Koch              | CEO von Koch Industries                                                                    |
| 54   | erstmals gelistet       | Vereinigte Staaten           | David H. Koch                | Vizepräsident von Koch Industries                                                          |
| 55   | erstmals gelistet       | Japan                        | Masayoshi Son                | CEO von Softbank                                                                           |
| 56   | erstmals gelistet       | Vereinigte Arabische Emirate | Chalifa bin Zayid Al Nahyan  | Präsident der Vereinigten Arabischen Emirate                                               |
| 57   | ▼                       | Saudi-Arabien                | Osama bin Laden              | Gründer und Kopf des Terrornetzwerks Al-Qaida                                              |
| 58   | erstmals gelistet       | Brasilien                    | Eike Batista                 | CEO der EBX Gruppe                                                                         |
| 59   | ▼                       | Vereinigte Staaten           | Bill Gross                   | Mitbegründer und stellv. Vorsitzender von Pimco                                            |
| 60   | ▼                       | Mexiko                       | El Chapo                     | Chef des mexikanischen Drogen-Kartells Sinaloa                                             |
| 61   | ▼                       | Indien                       | Ratan Tata                   | Vorsitzender der Tata-Gruppe                                                               |
| 62   | erstmals gelistet       | China Volksrepublik          | Wang Yong                    | Vorsitzender der SASAC (chinesische Staatsvermögensverwaltung)                             |
| 63   | ▬                       | Indien                       | Dawood Ibrahim Kaskar        | Chef des indischen Drogen- und Auftragskiller-Syndikats D-Company                          |
| 64   | ▼                       | Vereinigte Staaten           | Oprah Winfrey                | Eigentümerin von HARPO Productions (The Oprah Winfrey Show u. a.)                          |
| 65   | ▼                       | Schweiz                      | Joseph Blatter               | FIFA-Präsident                                                                             |
| 66   | erstmals gelistet       | Vereinigte Staaten           | Jeff Bezos                   | CEO von Amazon                                                                             |
| 67   | ▼                       | ()                           | Jacques Rogge                | Präsident des Internationalen Olympischen Komitees (IOC)                                   |
| 68   | erstmals gelistet       | Australien                   | Julian Assange               | Sprecher von WikiLeaks                                                                     |

### 2009
Die Liste wurde 2009 erstmals aufgestellt und nennt, die in diesem Jahr 67 mächtigsten Personen, darunter drei Frauen (~4,5 %) aus einer Weltbevölkerung von 6,7 Milliarden. Aufgeführt sind, entsprechend ihren Anteilen folgende Personengruppen: Politiker (inkl. regierenden Adels), Geschäftsleute, religiöse Führer, Medienköpfe sowie ein Richter, ein Krimineller und ein Terrorist. Erst- und bisher letztmals sind insgesamt drei Deutsche gelistet.
| Rang | Staats- angehörigkeit        | Person                       | Amt oder Position                                                                            |
| ---- | ---------------------------- | ---------------------------- | -------------------------------------------------------------------------------------------- |
| 1    | Vereinigte Staaten           | Barack Obama                 | US-Präsident                                                                                 |
| 2    | China Volksrepublik          | Hu Jintao                    | Generalsekretär der Kommunistischen Partei Chinas; Staatspräsident der Volksrepublik China   |
| 3    | Russland                     | Wladimir Putin               | Russischer Ministerpräsident                                                                 |
| 4    | Vereinigte Staaten           | Ben Bernanke                 | Präsident der US-Notenbank FED                                                               |
| 5    | Russland                     | Sergey Brin                  | Mitgründer von Google                                                                        |
| 5    | Vereinigte Staaten           | Larry Page                   | Mitgründer von Google                                                                        |
| 6    | Mexiko                       | Carlos Slim                  | CEO von Telmex                                                                               |
| 7    | Australien                   | Rupert Murdoch               | CEO von News Corporation                                                                     |
| 8    | Vereinigte Staaten           | Mike Duke                    | CEO von Walmart                                                                              |
| 9    | Saudi-Arabien                | Abdullah ibn Abd al-Aziz     | 6. König, Regierungspräsident von Saudi-Arabien                                              |
| 10   | Vereinigte Staaten           | Bill Gates                   | Vorstand der Bill & Melinda Gates Foundation; Gründer, Vorsitzender von Microsoft            |
| 11   | / ()                         | Benedikt XVI.                | 265. Papst der römisch-katholischen Kirche                                                   |
| 12   | ()                           | Silvio Berlusconi            | italienischer Ministerpräsident                                                              |
| 13   | Vereinigte Staaten           | Jeffrey R. Immelt            | CEO von General Electric                                                                     |
| 14   | Vereinigte Staaten           | Warren Buffett               | CEO von Berkshire Hathaway                                                                   |
| 15   | ()                           | Angela Merkel                | deutsche Bundeskanzlerin                                                                     |
| 16   | Vereinigte Staaten           | Laurence Douglas Fink        | CEO von BlackRock                                                                            |
| 17   | Vereinigte Staaten           | Hillary Clinton              | US-Außenministerin                                                                           |
| 18   | Vereinigte Staaten           | Lloyd C. Blankfein           | CEO von Goldman Sachs                                                                        |
| 19   | China Volksrepublik          | Li Changchun                 | Mitglied des Ständigen Ausschusses des Politbüros der Kommunistischen Partei Chinas          |
| 20   | Vereinigte Staaten           | Michael Bloomberg            | Multimilliardär, Bürgermeister der Stadt New York                                            |
| 21   | Vereinigte Staaten           | Timothy Geithner             | US-Finanzminister                                                                            |
| 22   | Vereinigte Staaten           | Rex Tillerson                | CEO von ExxonMobil                                                                           |
| 23   | ()                           | Li Ka-shing                  | Vorsitzender von Hutchison Whampoa und Chueng Kong Holdings                                  |
| 24   | Korea Nord                   | Kim Jong-il                  | Präsident Nordkoreas                                                                         |
| 25   | ()                           | Jean-Claude Trichet          | Präsident der Europäischen Zentralbank (EZB)                                                 |
| 26   | Japan                        | Masaaki Shirakawa            | Gouverneur der japanischen Zentralbank Bank of Japan                                         |
| 27   | Vereinigte Arabische Emirate | Ahmed bin Sayed al-Nahyan    | Scheich, Direktor der Abu Dhabi Investment Authority                                         |
| 28   | Japan                        | Akio Toyoda                  | CEO von Toyota Motor                                                                         |
| 29   | ()                           | Gordon Brown                 | britischer Premierminister                                                                   |
| 30   | Vereinigte Staaten           | Jamie Dimon                  | CEO von JPMorgan Chase & Co.                                                                 |
| 31   | Vereinigte Staaten           | Bill Clinton                 | ehem. US-Präsident, Vorsitzender der Clinton Global Initiative, Gatte von US-Außenministerin |
| 32   | Vereinigte Staaten           | Bill Gross                   | Mitbegründer und stellv. Vorsitzender von Pimco                                              |
| 33   | Brasilien                    | Luiz Inacio da Silva         | Präsident Brasiliens                                                                         |
| 34   | China Volksrepublik          | Lou Jiwei                    | Vorsitzender von China Investment Corporation                                                |
| 35   | Japan                        | Yukio Hatoyama               | Premierminister Japans                                                                       |
| 36   | Indien                       | Manmohan Singh               | indischer Ministerpräsident                                                                  |
| 37   | Saudi-Arabien                | Osama bin Laden              | Gründer und Kopf des Terrornetzwerks Al-Qaida                                                |
| 38   | Pakistan                     | Yousaf Raza Gilani           | pakistanischer Ministerpräsident                                                             |
| 39   | ()                           | Tendzin Gyatsho (Dalai Lama) | geistliches Oberhaupt, Chef der tibetischen Exilregierung                                    |
| 40   | Iran                         | Ali Chamene’i                | Großajatollah, politischer und geistiger Führer des Iran                                     |
| 41   | Mexiko                       | El Chapo                     | Chef des mexikanischen Drogen-Kartells Sinaloa                                               |
| 42   | Russland                     | Igor Sechin                  | stellv. russischer Premierminister                                                           |
| 43   | Russland                     | Dmitri Medwedew              | Russischer Präsident                                                                         |
| 44   | Indien                       | Mukesh Ambani                | Vorsitzender von Reliance Industries                                                         |
| 45   | Vereinigte Staaten           | Oprah Winfrey                | Eigentümerin der HARPO Productions (The Oprah Winfrey Showu. a.)                             |
| 46   | Israel                       | Benjamin Netanyahu           | Ministerpräsident Israels                                                                    |
| 47   | ()                           | Dominique Strauss-Kahn       | Chef des Internationalen Währungsfonds (IWF)                                                 |
| 48   | China Volksrepublik          | Zhou Xiaochuan               | Gouverneur der chinesischen Zentralbank (Chinesische Volksbank)                              |
| 49   | Vereinigte Staaten           | John Roberts                 | Vorsitzender Richter des obersten amerikanischen Gerichtshofs U.S. Supreme Court             |
| 50   | Indien                       | Dawood Ibrahim Kaskar        | Chef des indischen Drogen- und Auftragskiller-Syndikats D-Company                            |
| 51   | Vereinigte Staaten           | William Keller               | Chefredakteur der New York Times                                                             |
| 52   | ()                           | Bernard Arnault              | Vorsitzender von Louis Vuitton Moet Hennessy (LVMH)                                          |
| 53   | Schweiz                      | Joseph Blatter               | FIFA-Präsident                                                                               |
| 54   | ()                           | Wadah Khanfar                | Generaldirektor von Al Jazeera                                                               |
| 55   | Indien                       | Lakshmi Mittal               | Vorstandsvorsitzender von ArcelorMittal                                                      |
| 56   | ()                           | Nicolas Sarkozy              | Französischer Staatspräsident und Co-Fürst von Andorra                                       |
| 57   | Vereinigte Staaten           | Steve Jobs                   | CEO von Apple                                                                                |
| 58   | Japan                        | Fujio Mitarai                | Vorsitzender von Canon                                                                       |
| 59   | Indien                       | Ratan Tata                   | Vorsitzender der Tata-Gruppe                                                                 |
| 60   | ()                           | Jacques Rogge                | Präsident des Internationalen Olympischen Komitees (IOC)                                     |
| 61   | China Volksrepublik          | Li Rongrong                  | Vorsitzender des Kontrollgremiums für die staatseigenen Unternehmen                          |
| 62   | Brasilien                    | Blairo Maggi                 | Gouverneur des brasilianischen Bundesstaates Mato Grasso                                     |
| 63   | Vereinigte Staaten           | Robert Zoellick              | Weltbank-Präsident                                                                           |
| 64   | ()                           | António Guterres             | UN-Flüchtlingskommissar                                                                      |
| 65   | ()                           | Mark John Thompson           | Generaldirektor der BBC                                                                      |
| 66   | ()                           | Klaus Schwab                 | Gründer, ständiger Präsident des Weltwirtschaftsforums                                       |
| 67   | Venezuela                    | Hugo Chávez                  | Staatspräsident Venezuelas                                                                   |

## Übersicht nach Ländern
| Rang (2018) | Land                                       | 2009 | 2010 | 2011 | 2012 | 2013 | 2014 | 2016 | 2018 |
| ----------- | ------------------------------------------ | ---- | ---- | ---- | ---- | ---- | ---- | ---- | ---- |
| 1.          | Vereinigte Staaten                         | 21   | 24   | 25   | 27   | 31   | 27   | 34   | 31   |
| (2.)        | Europäische Union                          | 12   | 9    | 9    | 8    | 7    | 7    | 6    | 8    |
| (2.)        | Volksrepublik China, inkl. Hongkong, Tibet | 7    | 8    | 9    | 7    | 6    | 8    | 8    | 8    |
| 2.          | Volksrepublik China                        | 5    | 6    | 7    | 5    | 4    | 6    | 7    | 7    |
| 3.          | Japan                                      | 4    | 3    | 3    | 4    | 4    | 4    | 4    | 4    |
| 4.          | Frankreich                                 | 4    | 4    | 3    | 3    | 3    | 3    | 2    | 3    |
| 5.          | Indien                                     | 5    | 6    | 6    | 3    | 3    | 2    | 2    | 2    |
| 5.          | Mexiko                                     | 2    | 2    | 2    | 3    | 3    | 2    | 2    | 2    |
| 5.          | Südkorea                                   | 0    | 1    | 1    | 1    | 3    | 4    | 1    | 2    |
| 6.          | Russland                                   | 4    | 3    | 4    | 5    | 3    | 5    | 2    | 1    |
| 6.          | Deutschland                                | 3    | 2    | 2    | 2    | 2    | 2    | 1    | 1    |
| 6.          | Saudi-Arabien                              | 2    | 2    | 2    | 2    | 2    | 2    | 2    | 1    |
| 6.          | Hongkong                                   | 1    | 1    | 1    | 2    | 2    | 2    | 1    | 1    |
| 6.          | Italien                                    | 1    | 1    | 2    | 2    | 1    | 1    | 1    | 1    |
| 6.          | Iran                                       | 1    | 1    | 2    | 2    | 1    | 1    | 1    | 1    |
| 6.          | Brasilien                                  | 2    | 2    | 1    | 1    | 1    | 1    | 0    | 1    |
| 6.          | Vereinigtes Königreich                     | 2    | 1    | 1    | 1    | 1    | 1    | 1    | 1    |
| (6.)        | Israel inkl. Besatzungsgebiete             | 2    | 1    | 1    | 1    | 1    | 1    | 1    | 1    |
| 6.          | Israel                                     | 1    | 1    | 1    | 1    | 1    | 1    | 1    | 1    |
| 6.          | Pakistan                                   | 1    | 1    | 2    | 2    | 0    | 0    | 0    | 1    |
| 6.          | Vatikanstadt                               | 1    | 1    | 1    | 1    | 1    | 1    | 1    | 1    |
| 6.          | Nordkorea                                  | 1    | 1    | 1    | 1    | 1    | 1    | 1    | 1    |
| 6.          | Schweiz                                    | 1    | 1    | 1    | 1    | 1    | 1    | 0    | 1    |
| 6.          | Vereinigte Arabische Emirate               | 1    | 1    | 1    | 1    | 1    | 1    | 1    | 1    |
| 6.          | Nigeria                                    | 0    | 0    | 0    | 0    | 1    | 1    | 1    | 1    |
| 6.          | Argentinien                                | 0    | 0    | 0    | 0    | 1    | 1    | 1    | 1    |
| 6.          | Portugal                                   | 1    | 0    | 0    | 0    | 0    | 0    | 1    | 1    |
| 6.          | Indonesien                                 | 0    | 0    | 0    | 0    | 0    | 0    | 0    | 1    |
| 6.          | Philippinen                                | 0    | 0    | 0    | 0    | 0    | 0    | 1    | 1    |
| 6.          | Türkei                                     | 0    | 0    | 1    | 0    | 0    | 0    | 1    | 1    |
| 6.          | Singapur                                   | 0    | 0    | 0    | 0    | 0    | 0    | 0    | 1    |
| 6.          | Luxemburg                                  | 0    | 0    | 0    | 0    | 0    | 0    | 0    | 1    |
| 6.          | Syrien                                     | 0    | 0    | 0    | 0    | 0    | 0    | 1    | 1    |
| 6.          | Ägypten                                    | 0    | 0    | 0    | 0    | 0    | 1    | 2    | 1    |
| 6.          | Irak                                       | 0    | 0    | 0    | 0    | 0    | 0    | 1    | 1    |
|             | Australien                                 | 1    | 2    | 1    | 1    | 1    | 1    | 0    | 0    |
|             | Chile                                      | 0    | 1    | 1    | 1    | 0    | 0    | 0    | 0    |
|             | Belgien                                    | 1    | 1    | 1    | 0    | 0    | 0    | 0    | 0    |
|             | Taiwan                                     | 0    | 0    | 0    | 1    | 1    | 1    | 0    | 0    |
|             | Tibet                                      | 1    | 1    | 1    | 0    | 0    | 0    | 0    | 0    |
|             | Jemen                                      | 0    | 0    | 0    | 1    | 1    | 1    | 0    | 0    |
|             | Venezuela                                  | 1    | 0    | 0    | 1    | 0    | 0    | 0    | 0    |
|             | Norwegen                                   | 0    | 0    | 0    | 0    | 1    | 1    | 0    | 0    |
|             | Libyen                                     | 0    | 1    | 0    | 0    | 0    | 0    | 0    | 0    |
|             | Palästina                                  | 1    | 0    | 0    | 0    | 0    | 0    | 0    | 0    |
|             | Sudan                                      | 0    | 0    | 0    | 0    | 1    | 0    | 0    | 0    |